# Dactylorhiza lapponica
Dactylorhiza lapponica (Lapland Marsh-orchid) is an lan.

## Hình ảnh

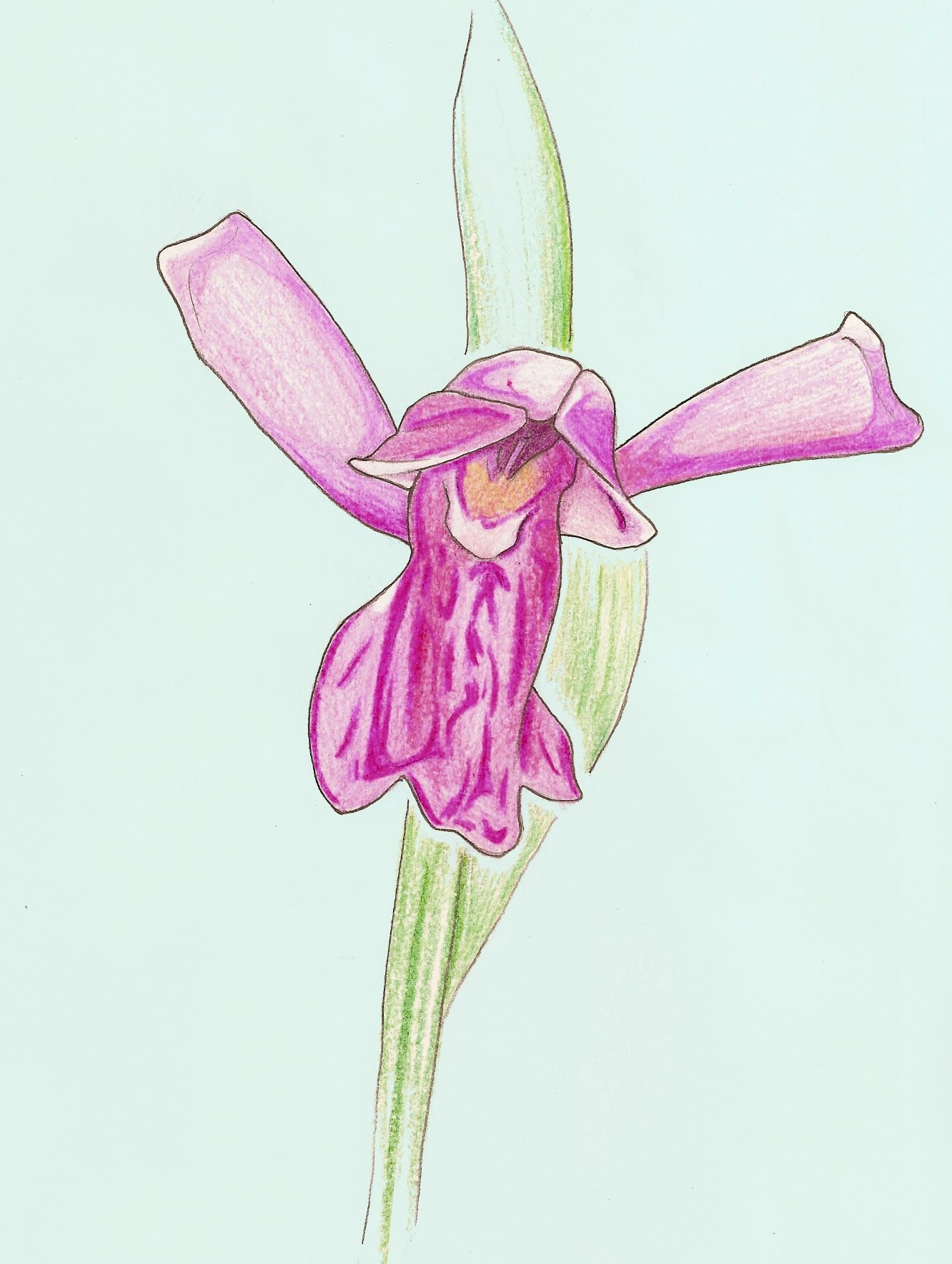